# Suryamati
Suryamati (en népalais : सूर्यमती) est un comité de développement villageois du Népal situé dans le district de Nuwakot. Au recensement de 2011, il comptait 3 654 habitants.